# Première Division 1963-1964
La Première Division 1963-1964 è stata la 42ª edizione del massimo campionato francese di pallacanestro maschile. La vittoria finale è stata ad appannaggio dell'ASVEL.

## Risultati

### Stagione regolare
|     | Squadra              | G  | V  | N | P  | PF   | PS   | P.ti | Qualificazione            |
| --- | -------------------- | -- | -- | - | -- | ---- | ---- | ---- | ------------------------- |
| 1.  | ASVEL                | 22 | 16 | 0 | 6  | 1285 | 1118 | 54   |                           |
| 2.  | Bagnolet             | 22 | 15 | 1 | 6  | 1512 | 1356 | 53   |                           |
| 3.  | P.U.C.               | 22 | 14 | 1 | 7  | 1382 | 1273 | 51   |                           |
| 4.  | Roanne               | 22 | 14 | 0 | 8  | 1391 | 1344 | 50   |                           |
| 5.  | AS Saint-Étienne     | 22 | 11 | 2 | 9  | 1215 | 1203 | 46   |                           |
| 6.  | ABC Nantes           | 22 | 11 | 1 | 10 | 1329 | 1343 | 45   |                           |
| 7.  | Auboué               | 22 | 9  | 2 | 11 | 1324 | 1383 | 42   |                           |
| 8.  | Charleville-Mézières | 22 | 9  | 0 | 13 | 1171 | 1354 | 40   |                           |
| 9.  | SCM Le Mans          | 22 | 8  | 1 | 13 | 1359 | 1347 | 39   |                           |
| 10. | Caen                 | 22 | 8  | 0 | 14 | 1219 | 1344 | 38   | retrocesse in Nationale 2 |
| 11. | SA Lione             | 22 | 7  | 0 | 15 | 1487 | 1485 | 36   | retrocesse in Nationale 2 |
| 12. | Olympique Antibes    | 22 | 6  | 0 | 16 | 1275 | 1379 | 34   | retrocesse in Nationale 2 |

| Première Division 1963-1964 |
| --------------------------- |
| ASVEL 7º titolo             |

## Formazione vincitrice
| N° | Naz.               | Ruolo | Sportivo     |  | Alt. |  |
| -- | ------------------ | ----- | ------------ |  | ---- |  |
|    | Francia (bandiera) | AG    | Henri Grange |  | 193  |  |